# Twinkie

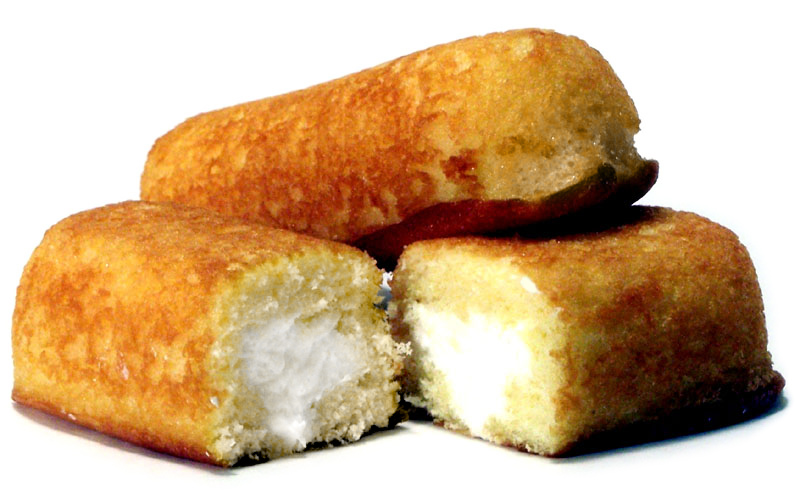
Твинки

«Твинки» (англ. Twinkies) — американский кекс-закуска (снэк), описываемый как «золотистый бисквит с кремовой начинкой» (англ. Golden Sponge Cake with Creamy Filling). Ранее производился и распространялся компанией «Hostess Brands». В настоящее время правами на бренд владеет фирма Hostess Brands, Inc., которая ранее принадлежала частным инвестиционным фондам Apollo Global Management и C. Dean Metropoulos. Во время процедуры банкротства производство «Твинки» было приостановлено 21 ноября 2012 года и 15 июля 2013 года начато снова примерно после 10 месяцев отсутствия продукта на полках американских магазинов.
Twinkie исключительно популярны в США, особенно на севере страны. Расхожая шутка, которая неоднократно обыгрывалась в фильмах и сериалах (например, в «Хищник 2018», «Добро пожаловать в Zомбилэнд», «Крепком орешке», «ВАЛЛ-И», «Остаться в живых», «Гриффины») и книгах и даже стала своеобразным мемом, заключается в том, что «твинки» целиком сделаны из ненатуральных ингредиентов, поэтому могут храниться сколько угодно. На самом деле это не соответствует действительности — срок хранения не превышает 25 дней, а на полках магазинов они лежат не более 7—10 дней.

## История
«Твинки» было придумано в 1930-х годах Джеймсом Дьюаром, пекарем старейшей американской пекарни Ward Baking Company на производстве в посёлке Шиллер-Парк на окраине Чикаго (Иллинойс, США). Понимая, что машины для заполнения пирожных клубничной начинкой простаивают из-за её отсутствия, он придумал их заполнять банановой начинкой, назвав новое пирожное твинки. В течение Второй мировой войны поставки бананов были ограничены и компания была вынуждена перейти на ванильный крем. Это изменение принесло пирожному популярность, а банановая начинка стала историей. В 1988 году начали производить фруктовый и кремовый твинки с клубничными завитками в креме, но вскоре продажи продукта упали. Преобладанию запаха ванили в твинки был брошен вызов в 2005 году во время рекламной кампании фильма «Кинг-Конг». Продажи твинки выросли на 20 % после возврата банановой начинки в 2007 году. С 2009 года компания произвела ребрендинг и сменила название на Continental Baking Company.